# Bataille de Jaxartes
La bataille de Jaxartes a été menée en 329 av. J.-C. par Alexandre le Grand et son armée hellénique (grecque et macédonienne) contre les Saka sur la rivière Jaxartes, aujourd'hui connue sous le nom de Syr-Daria. Le site de la bataille chevauche les frontières modernes de l'Ouzbékistan, du Tadjikistan, du Kirghizistan et du Kazakhstan, juste au sud-ouest de l'ancienne ville de Tachkent (la capitale moderne de l'Ouzbékistan) et au nord-est de Khujand (une ville du Tadjikistan).

## Contexte
En traversant l'Hellespont en 334 av. J.-C., Alexandre était déterminé à devenir le nouveau monarque de l' empire achéménide. D'abord à la bataille du Granique, puis à celle d'Issos, et enfin à celle de Gaugamèles, il porta une série de coups dont la maison royale achéménide ne put se relever.
Lors des deux dernières batailles, Alexandre était déterminé à capturer Darius. Cependant, ce dernier avait réussi à s'échapper à chaque fois. Si Alexandre avait pu capturer Darius, cela aurait été extrêmement utile pour obtenir la soumission de la majeure partie de l'empire. De nombreuses provinces achéménides au-delà de la Mésopotamie étaient prospères et densément peuplées.
Après Gaugamèles, les Macédoniens furent obligés de quitter presque immédiatement le champ de bataille où ils avaient été victorieux. La peste que les cadavres auraient infligée à son armée aurait pu la détruire. Alexandre marcha sur Babylone pour sécuriser ses communications. Son intention était d'en faire la capitale administrative de son empire.

## Disposition des armées

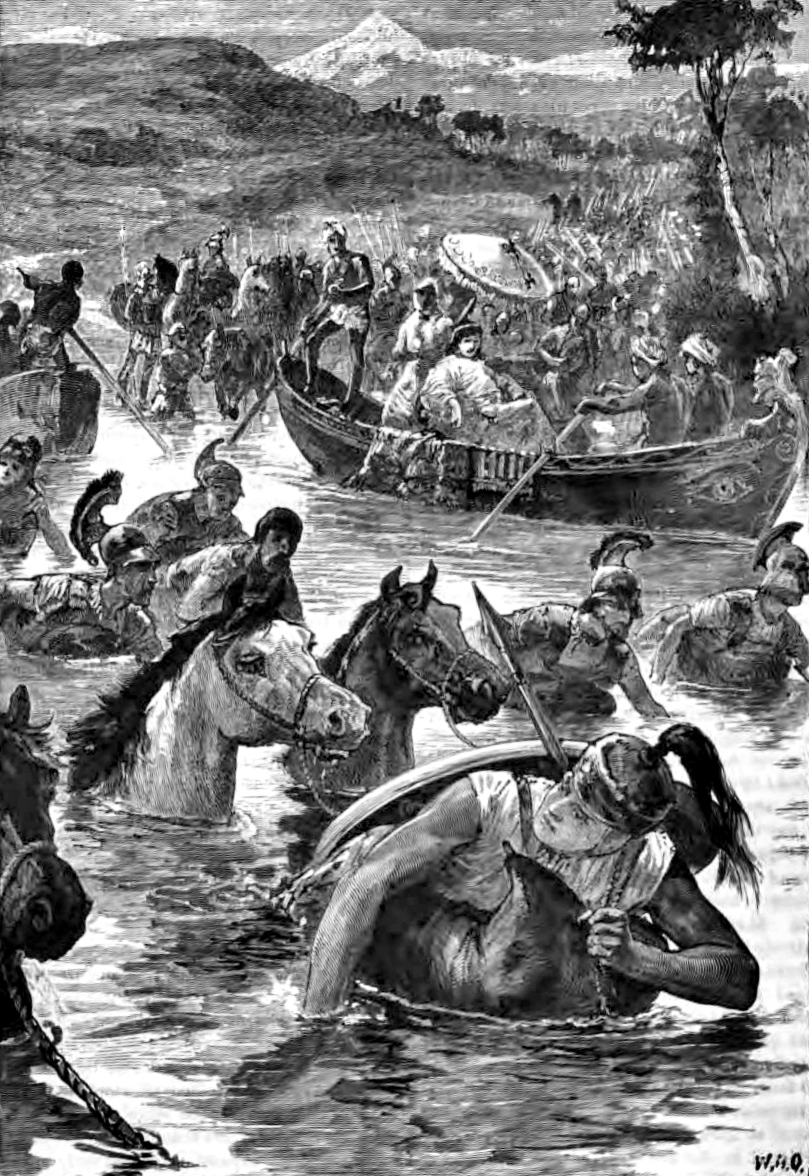
Les Macédoniens traversant le Jaxartes.

Les Sakas avaient occupé la rive nord du Jaxartes, confiants dans leur capacité à vaincre les hommes d'Alexandre lors de leur débarquement, mais ils sous-estimèrent la capacité de collaboration de l'artillerie, de la flotte, de la cavalerie et de l'infanterie macédoniennes.
Alexandre ordonna d'abord que la traversée se fasse en une seule fois, afin que les archers ennemis montés soient confrontés à plus de cibles qu'ils ne pouvaient en atteindre ; et il ordonna à son artillerie de couvrir les soldats à bord des navires. (Les catapultes ont une portée plus longue que les arcs.) Il s'agit du premier incident connu d'une telle approche.

## Bataille
Les Sakas furent chassés des rives par les puissantes catapultes et les arcs de siège. Pour les Macédoniens, il était désormais facile de traverser le Jaxartes. Les Sakas auraient probablement dû se retirer à cet endroit.
Cependant, Alexandre voulait neutraliser définitivement la menace des armées nomades sur ses frontières et ne voulait pas laisser l'ennemi s'enfuir si facilement. C'est pourquoi, dans un deuxième temps de sa stratégie, il ordonna à un bataillon de lanciers montés d'avancer et de provoquer une attaque des seigneurs de la cavalerie.
Les nomades ne reconnurent pas ce sacrifice pour ce qu'il était. Dans leur société, où les vendettas étaient monnaie courante, aucun commandant n'aurait sacrifié des troupes pour obtenir une meilleure position pour le gros de l'armée. Les familles des victimes se seraient immédiatement livrées à une vendetta.
Alexandre, en revanche, pouvait envoyer ses lanciers montés dans cette mission périlleuse, car ses hommes étaient bien entraînés et comprenaient qu'ils n'étaient pas vraiment abandonnés à eux-mêmes.
L'avant-garde d'Alexandre fut immédiatement encerclée et attaquée par les archers montés Saka. Une fois engagés, leur position était fixée et ils étaient vulnérables à une approche de l'infanterie macédonienne et des cohortes d'archers crétois d'Alexandre. Les nomades se retrouvèrent pris entre les lanciers montés macédoniens et le reste de l'armée d'Alexandre. Les Saka tentèrent de s'échapper vers les ailes des lignes macédoniennes, mais ils furent accueillis par l'infanterie d'Alexandre.

## Conséquences de la bataille

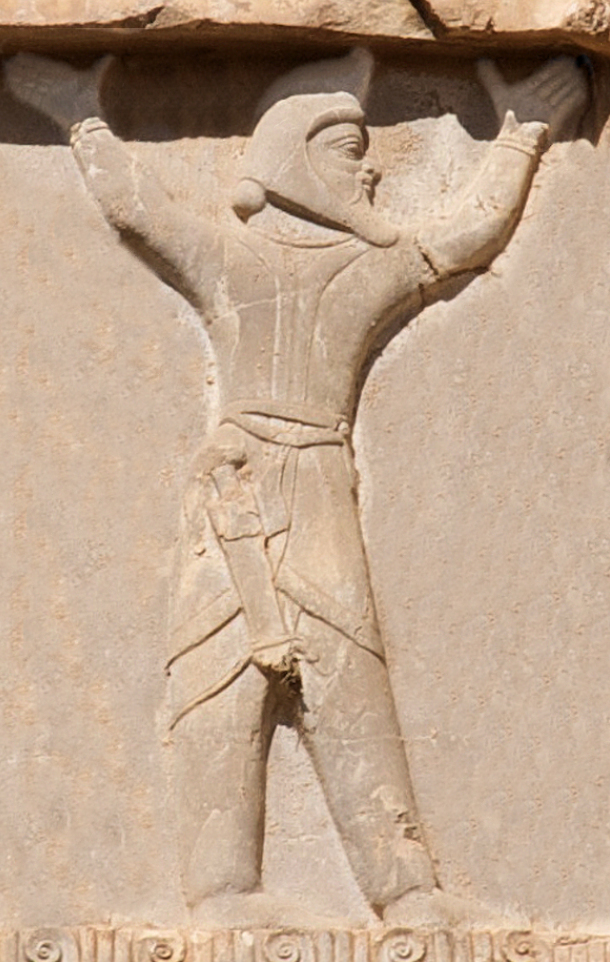
Soldat Saka, sur la tombe de Xerxès Ier.

Environ 1 200 Saka furent encerclés et tués, dont leur commandant, Satraces. Plus de 150 prisonniers furent faits et 1 800 chevaux capturés. À la connaissance des Macédoniens, aucun commandant n'avait jamais réussi à immobiliser et à détruire une armée nomade, hormis le père d'Alexandre, Philippe II. Philippe avait vaincu le roi scythe Athéas en 340 av. J.-C.
La victoire fut un coup de pouce moral, et un coup psychologique pour les nomades au nord du Jaxarte.
L'objectif principal d'Alexandre, cependant, n'avait jamais été de soumettre les nomades ; il souhaitait se rendre au sud, où une crise bien plus grave exigeait son attention. Il pouvait désormais le faire sans perdre la face ; et afin de rendre l'issue acceptable aux Saka, il libéra les prisonniers de guerre sans rançon. Cette politique fut couronnée de succès : la frontière nord de l'empire d'Alexandre ne subissait plus la menace immédiate des nomades eurasiens.